# William Rowan Hamilton
William Rowan Hamilton (n. 4 august 1805, Dublin, Regatul Unit al Marii Britanii și Irlandei – d. 2 septembrie 1865, Dublin, Regatul Unit al Marii Britanii și Irlandei) a fost matematician, fizician și astronom anglo-irlandez. Cea mai importantă contribuție a sa în domeniul matematicii moderne o constituie introducerea cuaternionului. Opera sa a influențat dezvoltarea ulterioară a mecanicii cuantice.

## Biografie
Hamilton a studiat mai întâi la Universitatea din Glasgow, unde tatăl său era profesor de anatomie și botanică, apoi frecventează Universitatea din Edinburgh (1806 - 1807), pentru a studia medicina. În mai 1807, intră la Balliol College din Oxford și obține titularizarea în 1811, iar masteratul în 1814. Aici se concentrează pe filozofia clasică dobândind reputația de a fi cel mai învățat aristotelician al universității.
În 1813, se stabilește la Edinburgh ca avocat.
În 1820 își revendică titlul de baron, iar de acum încolo va purta titlul de Sir William.
În 1821 preia catedra de istorie civilă la Universitatea din Edinburgh, iar în 1836 obține catedra de logică și metafizică în cadrul aceleiași prestigioasei universități, unde va rămâne până la sfârșitul vieții.

## Opera

### Scrieri
Principalele sale scrieri sunt:
- Discussions on Philosophy and Literature, Education and University Reform (Londra, 1852);
- Lectures on Metaphysics and Logic (4 volume, 1859 - 1860)